# Charleston (tanec)

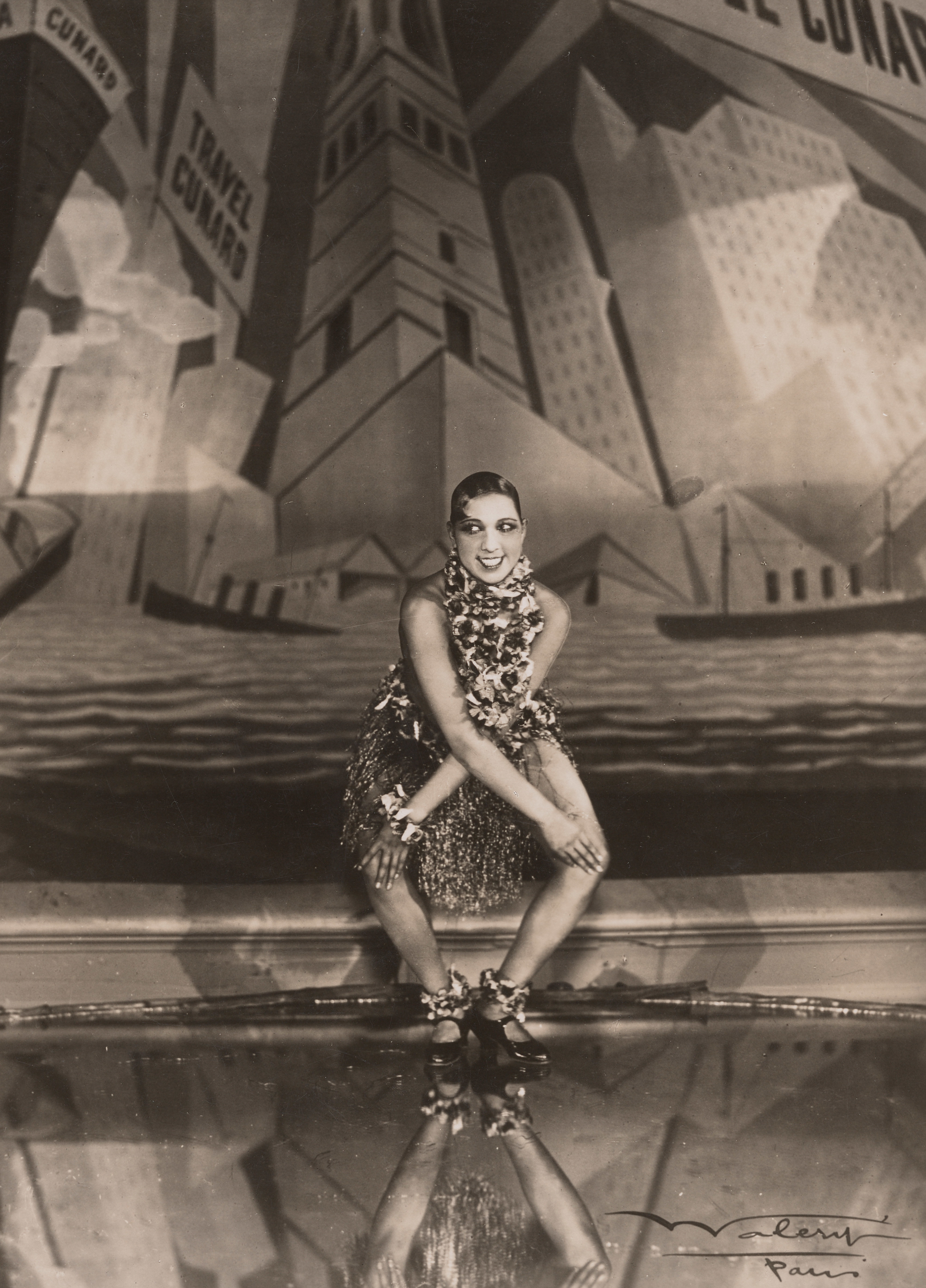
Josephine Bakerová tančí charleston ve Folies Bergère v Paříži v roce 1926

Charleston je tanec, pojmenovaný podle města Charleston v Jižní Karolíně v USA.
Charleston se tančil na ragtime jazz. První zmínky o charlestonu pocházejí z období kolem roku 1903. Charleston byl představen na harlemských jevištích v roce 1913. Na Broadwayi v roce 1922, v Zeigfeld Follies. V následujícím roce představily charleston na Broadwayi hra „Liza“ a show „Aubreyho Lylese“ „Runnin' Wild“, kde zazněla melodie „The Charleston“ skladatele a pianisty Jamese P. Johnsona a stala se jedním z nejpopulárnějších hitů desetiletí. Charleston se tak stal hlavním tanečním proudem ve Spojených státech. Ve třicátých letech přispěl ke zrodu tance lindy hop. Dívky, které tančily charleston byly nazývány flappers.
O rozšíření charlestonu v Evropě se zasloužila tanečnice Josephine Bakerová. Když byla roku 1925 na turné po Evropě, zastavila se i v Berlíně a stalo se něco, co by nikoho ani ve snu nenapadlo. Svým úchvatným tancem a malou banánovou sukýnkou rozpoutala charlestonovou horečku. Charleston se stal tancem období dnes známého pod pojmy „zlatá“ či „báječná“ dvacátá léta (Golden/Roaring Twenties). Na ulicích, doma, v tančírnách, všude jste mohli vidět lidi, kteří se pokoušeli pohybovat jako jejich černý idol – s nohama do X a do O a ve velmi ostrém, strojovém pohybu, stejném, jako byl hudební rytmus.

## Základní krok
Charleston se tančí na osm dob buď sólově, s partnerem, nebo ve skupině (obvykle v řadách). Když se charleston tančí sólově nebo ve skupině, ruce se velmi často houpají vpřed a vzad podél těla, v protisměru souhlasné nohy. Prsty jsou napnuté, spojené a směřují do strany od těla, takže dlaně jsou vodorovně s podlahou.
Je velmi jednoduché tancovat sólově charleston. Jeho jednoduchý a přizpůsobivý základní krok umožňuje koncentraci na jeho provedení a sladění s hudbou.
Běžně se sólo tancoval pouze základní krok. Pokud se tančilo ve skupině, jeden z tanečníků vždy vyvolal a zatančil určitý krok (jako třeba otočku o 360 stupňů na místě, na 5–8 dobu), který pak zatančili všichni ostatní na začátku dalšího taktu a opakovali ho ještě další dva následující takty. Pokud „vyvolávač“ neurčil okamžitě další krok, vrátili se tanečníci ke kroku základnímu. Někdy byla vyvolána změna stran, kdy na 5–8 dobu tanečníci přeskočili napříč do strany na levou nohu a otočili se tak o 180 stupňů vlevo.

## Párový charleston
Základní krok závisel na stylu charlestonu, který měl být předveden. Charleston prodělal od dvacátých do třicátých let několik stylistických změn a také základní krok i držení se během rozdílných hudebních období měnilo.
Charleston dvacátých let: Pán a dáma stáli čelem k sobě. Partnerova pravá ruka spočívala položena na zádech partnerky, mezi lopatkami. Partnerčina levá ruka spočívala na partnerově paži, nebo rameni. Partnerova levá a partnerčina pravá ruka byly dlaněmi na sobě, ve výšce očí.
Základní krok pána: na první a druhou dobu se levá noha posune vzad a dotkne podlahy za tělem, ale váha se na ni nepřenáší. Na třetí a čtvrtou dobu se noha vrátí do základní polohy a je na ni přenesena váha. Na pátou a šestou dobu se pravá noha vysune vpřed a dotkne podlahy před tělem. Na sedmou a osmou dobu se noha vrací zpět a váha je opět přenesena tak, aby se mohl základní krok opakovat.
Základní krok dámy je proveden obdobně, ale zrcadlově, takže začíná pravou nohou vpřed a pokračuje levou nohou vzad.
Charleston čtyřicátých let: Základní postavení je, že dáma stojí vedle pána po jeho pravé straně. Partner drží partnerčinu pravou ruku svou levou rukou. Partnerova pravá ruka drží partnerku kolem pasu za její pravý bok současně s předloktím na jejích zádech. Partnerčina levá ruka je položena na partnerově pravém rameni.
K provedení základního kroku pak partner používá své pravé ruky k ovládání pravé strany partnerky (a tím i jejích nohou) vzad, společně se svým krokem vzad na první a druhou dobu. Poté vede její pravou stranu vpřed do výchozí pozice. Zrcadlově pak pokračují druhou polovinou základního kroku.

## Skupinový charleston
Běžnou formací pro tancování ve skupině jsou dvě dlouhé řady tanečníků čelem k sobě. Tanečníci jsou vzdáleni na délku paží a řady jsou od sebe přibližně dva metry.

## Charleston v šedesátých letech dvacátého století
V Československu prožil charleston návrat v 60. letech 20. století. K popularitě přispěla i píseň Babičko, nauč mě charleston skladatele Ludvíka Podéště a textaře Ludvíka Binovského, kterou nazpívala Edita Štaubertová.